# Serie B 1969/1970
Soutěžní ročník Serie B 1969/1970 byl 38. ročník druhé nejvyšší italské fotbalové ligy. Konal se od 14. září 1969 do 14. června 1970. 
Nejlepšími střelci se stali tři hráči: Roberto Bettega, Ariedo Braida (oba Varese) a Aquilino Bonfanti (Catania). Všichni vstřelili 13 branek.

## Události
Z 1. ligy sestoupilo Varese, Pisa a Atalanta. Naopak postup ze 3. ligy slavilo po 22 letech Piacenza, po 9 letech Taranto a po 2 letech se vrátilo Arezzo.
Tato sezona dosáhla negativního rekordu, když se vstřelilo průměrně jen 1,5 branek na zápas. Trenér Nils Liedholm dokázal svůj tým Varese v posledním kole vyhrát sezonu a postoupil do Serie A.
Poslední skončil Janov, které poprvé v klubové historii sestoupilo do 3. ligy.

## Účastníci
| Klub             | Město           | Stadion                    | Trenér | Minulá sezona                            |
| ---------------- | --------------- | -------------------------- | --- | ---------------------------------------- |
| Arezzo           | Arezzo          | Stadio Comunale            | Omero Tognon | 1. místo ve skupině B v Serii C (postup) |
| Atalanta         | Bergamo         | Stadio Comunale            | Corrado Viciani (1.–13. kolo) Renato Gei (14.–30. kolo) Battista Rota                                                       | 16. místo v Serii A (sestup)             |
| Catania          | Catania         | Stadio Cibali              | Egizio Rubino | 11. místo v Serii B                      |
| Catanzaro        | Catanzaro       | Stadio Comunale            | Dino Ballacci | 11. místo v Serii B                      |
| Cesena           | Cesena          | Stadio "Fiorita"           | Giuseppe Matassoni (1.–8. kolo) Cesarino Cervellati (9.–18. kolo) Adler Bonci + Orlando Poni (19.–20. kolo) Luigi Bonizzoni | 16. místo v Serii B                      |
| Como             | Como            | Stadio Giuseppe Sinigaglia | Roberto Lerici (1.–7. kolo) Maino Neri                                                                                      | 6. místo v Serii B                       |
| Foggia & Incedit | Foggia          | Stadio Pino Zaccheria      | Tommaso Maestrelli | 8. místo Serii B                         |
| Janov            | Janov           | Stadio Luigi Ferraris      | Franco Viviani (1.–12. kolo) Maurizio Bruno (13.–24. kolo) Ermelindo Bonilauri + Aredio Gimona                              | 6. místo Serii B                         |
| Livorno          | Livorno         | Stadio Comunale            | Aldo Puccinelli (1.–14. kolo) Armando Picchi (15.–36. kolo) Dino Bonsanti                                                   | 11. místo Serii B                        |
| Mantova          | Mantova         | Stadio Danilo Martelli     | Gustavo Giagnoni | 11. místo v Serii B                      |
| Modena           | Modena          | Stadio Alberto Braglia     | Leandro Remondini | 17. místo Serii B                        |
| Monza            | Monza           | Stadio Gino Alfonso Sada   | Luigi Radice | 11. místo Serii B                        |
| Perugia          | Perugia         | Stadio Santa Giuliana      | Guido Mazzetti | 8. místo Serii B                         |
| Piacenza         | Piacenza        | Stadio Comunale            | Enrico Radio (1.–15. kolo) Bruno Arcari                                                                                     | 1. místo ve skupině A v Serii C (postup) |
| Pisa             | Pisa            | Stadio Arena Garibaldi     | Lauro Toneatto (1.–31. kolo) Giuseppe Corradi                                                                               | 15. místo Serii A (sestup)               |
| Reggiana         | Reggio Emilia   | Stadio Mirabello           | Romolo Bizzotto | 4. místo v Serii B                       |
| Reggina          | Reggio Calabria | Stadio Comunale            | Ezio Galbiati | 5. místo v Serii B                       |
| Taranto          | Taranto         | Stadio Salinella           | Mario Caciagli (1.–32. kolo) Renato Tofani                                                                                  | 1. místo ve skupině C v Serii C (postup) |
| Ternana          | Terni           | Stadio Libero Liberati     | Umberto Pinardi (1.–16. kolo) Dante Fortini (17. kolo) Serafino Montanari                                                   | 10. místo v Serii B                      |
| Varese           | Varese          | Stadio Franco Ossola       | Nils Liedholm | 14. místo Serii A (sestup)               |

## Tabulka
| Poř. | Tým       | Z  | V  | R  | P  | VG | OG | B  |
| ---- | --------- | -- | -- | -- | -- | -- | -- | -- |
| 1.   | Varese    | 38 | 16 | 17 | 5  | 41 | 21 | 49 |
| 2.   | Foggia    | 38 | 16 | 16 | 6  | 42 | 25 | 48 |
| 3.   | Catania   | 38 | 15 | 18 | 5  | 34 | 19 | 48 |
| 4.   | Mantova   | 38 | 12 | 23 | 3  | 39 | 22 | 47 |
| 5.   | Monza     | 38 | 15 | 15 | 8  | 30 | 19 | 45 |
| 6.   | Reggina   | 38 | 13 | 15 | 10 | 39 | 34 | 41 |
| 7.   | Pisa      | 38 | 11 | 17 | 10 | 31 | 29 | 39 |
| 8.   | Ternana   | 38 | 10 | 19 | 9  | 30 | 31 | 39 |
| 9.   | Livorno   | 38 | 11 | 16 | 11 | 26 | 25 | 38 |
| 10.  | Perugia   | 38 | 10 | 15 | 13 | 25 | 25 | 35 |
| 11.  | Cesena    | 38 | 8  | 19 | 11 | 25 | 28 | 35 |
| 12.  | Modena    | 38 | 9  | 17 | 12 | 24 | 30 | 35 |
| 13.  | Como      | 38 | 11 | 12 | 15 | 33 | 44 | 34 |
| 14.  | Arezzo    | 38 | 5  | 24 | 9  | 15 | 27 | 34 |
| 15.  | Atalanta  | 38 | 8  | 17 | 13 | 30 | 29 | 33 |
| 16.  | Catanzaro | 38 | 7  | 19 | 12 | 23 | 30 | 33 |
| 17.  | Taranto   | 38 | 8  | 17 | 13 | 27 | 35 | 33 |
| 18.  | Reggiana  | 38 | 6  | 21 | 11 | 22 | 31 | 33 |
| 19.  | Piacenza  | 38 | 7  | 18 | 13 | 26 | 45 | 32 |
| 20.  | Janov     | 38 | 6  | 17 | 15 | 19 | 32 | 29 |

Poznámky
- Z = Odehrané zápasy; V = Vítězství; R = Remízy; P = Prohry; VG = Vstřelené góly; OG = Obdržené góly; B = Body
- za výhru 2 body, za remízu 1 bod, za prohru 0 bodů.
- při rovnosti bodů rozhodovalo skóre.

|  | Postup do Serie A |
|  | Sestup do Serie C |

## Střelecká listina
| Pořadí | Jméno             | Klub    | Branky |
| ------ | ----------------- | ------- | ------ |
| 1.     | Roberto Bettega   | Varese  | 13     |
| 1.     | Aquilino Bonfanti | Catania | 13     |
| 1.     | Ariedo Braida     | Varese  | 13     |
| 4.     | Alberto Bigon     | Foggia  | 11     |
| 5.     | Paolo Ferrario    | Cesena  | 10     |
| 5.     | Luigino Vallongo  | Reggina | 10     |
| 7.     | Bruno Santon      | Livorno | 9      |